# Trachea microspila
Trachea microspila är en fjärilsart som beskrevs av George Francis Hampson 1908. Trachea microspila ingår i släktet Trachea och familjen nattflyn. Inga underarter finns listade i Catalogue of Life.